# 下瓦尔特
下瓦尔特是奥地利布尔根兰州上瓦特县的一个市镇。总面积20.22平方公里，总人口964人，人口密度47.7人/平方公里（2001年）。